# Неалот
Неалот, или чёрная змеевидная макрель (лат. Nealotus tripes) — вид лучепёрых рыб из  семейства гемпиловых,  единственный в роде неалотов (Nealotus). Широко распространены в тропических и умеренных водах всех океанов. Промыслового значения не имеют.

## Описание
Тело удлинённое, веретенообразной формы, несколько сжато с боков, покрыто крупной легкоопадающей чешуёй. Высота тела укладывается 7—9 раз в стандартной длине тела. Голова длинная, её длина укладывается 4—5 раз в стандартной длине тела, верхний профиль головы от верхушки рыла до начала спинного плавника почти прямой. Нижняя челюсть немного вступает вперёд. На верхних концах обеих челюстей отсутствуют кожистые выступы. На обеих челюстях имеются острые зубы, кроме этого в передней части верхней челюсти есть 3 неподвижных и 0—3 подвижных клыка. На обеих половинах нижней челюсти по одному клыку. На сошнике зубов нет. В углу первой жаберной дуги расположена удлинённая жаберная тычинка Т-образной формы. В первом спинном плавнике 20—21 колючих лучей, а во втором спинном плавнике 16—19 мягких лучей. Перед анальным плавником расположены две колючки. Первая колючка крупная, кинжаловидная, а вторая маленькая, идущая параллельно брюшной поверхности тела. Далее следуют 15—19 мягких лучей анального плавника. За вторым спинным и анальным плавниками имеется по два дополнительных плавничка. Брюшные плавники редуцированы до одной колючки. В грудных плавниках 13—14 мягких лучей.  На хвостовом стебле нет килей. Хвостовой плавник вильчатый. Одна, почти ровная, немного наклонная боковая линия. Позвонков 36—38. Киль на брюхе отсутствует .
Тело тёмно-коричневого цвета; брюхо, ротовая и жаберная полости чёрные. 
Максимальная длина тела 25 см, обычно до 15 см. Максимальная зарегистрированная масса тела 1 кг.

## Биология
Эпи- и мезопелагические рыбы, обитают в открытых водах морей и океанов на глубине до 1646 м. Совершают суточные вертикальные миграции, поднимаясь ночью к поверхности воды, а днём опускаются на глубину. Питаются мелкими рыбами, кальмарами и ракообразными. Впервые созревают при длине тела около 15 см.